# Награды Смоленской области
Награды Смоленской области — наградная система субъекта Российской Федерации — Смоленской области, утверждённая Смоленской областной Думой согласно Закону Смоленской области от 27 ноября 2003 года № 87-з «О наградах и почётных званиях Смоленской области» и иных областных законов в сфере наград и почётных званий Смоленской области.
Наград и почётных званий Смоленской области могут быть удостоены граждане Российской Федерации, постоянно проживающие на территории Смоленской области.
В исключительных случаях, за особые заслуги перед Смоленской областью, наград и почётных званий могут быть удостоены граждане Российской Федерации, не проживающие на территории Смоленской области, иностранные граждане и лица без гражданства.
Отдельными наградами и почётными званиями могут быть удостоены группы лиц, российские и иностранные организации и их трудовые коллективы, общественные объединения граждан, творческие коллективы, органы государственной власти, иные государственные органы, органы местного самоуправления.

## Перечень наград

### Почётные знаки
| Изображение награды | Наименование награды                         | Дата учреждения     | Правила награждения | Источник |
| ------------------- | -------------------------------------------- | ------------------- | --- | --- |
|                     | Почётный знак «За заслуги перед Смоленщиной» | 27 ноября 2003 года | Почётным знаком «За заслуги перед Смоленщиной» награждаются граждане, российские и иностранные организации, добившиеся наивысших достижений в государственном и муниципальном управлении, защите прав человека, укреплении мира, развитии экономики, производства, строительства, в науке, технике, культуре, искусстве, воспитании и образовании, здравоохранении, благотворительной и иной общественно полезной деятельности, направленной на достижение экономического, социального и культурного благополучия Смоленской области, а также за вклад в дело защиты Отечества, за мужество, героизм и самоотверженность, проявленные при обеспечении охраны общественного порядка, общественной безопасности и борьбе с преступностью на территории Смоленской области, за личный вклад в спасение жизни и сохранение здоровья граждан, проявленные милосердие, чуткость, внимание к нуждающимся в медицинской, социальной, психологической помощи и реабилитации, за вклад в работу по патриотическому воспитанию молодежи, проявление патриотизма в общественной, служебной, военной и трудовой деятельности, возрождение и сохранение культурных традиций, за высокое профессиональное мастерство и многолетний добросовестный труд и иную деятельность, способствующую всестороннему развитию Смоленской области как субъекта Российской Федерации, повышению её авторитета в Российской Федерации и за рубежом. Награждение граждан почётным знаком «За заслуги перед Смоленщиной» может быть произведено посмертно. | Закон Смоленской области от 27 ноября 2003 года № 87-з «О наградах и почётных званиях Смоленской области» |
|                     | Почётный знак «За преданность службе»        | 25 мая 2017 года    | Почётным знаком Смоленской области «За преданность службе» награждаются сотрудники органов внутренних дел Российской Федерации, проявившие мужество, героизм и самоотверженность при обеспечении охраны общественного порядка, общественной безопасности и борьбе с преступностью на территории Смоленской области в условиях, сопряженных с риском для жизни. Почётного знака удостаиваются сотрудники, проявившие героизм, постоянно проживающие на территории Смоленской области. В исключительных случаях, за особые заслуги перед Смоленской областью, Почётного знака могут быть удостоены сотрудники, проявившие героизм, не проживающие на территории Смоленской области. Награждение сотрудников, проявивших героизм, Почётным знаком может быть произведено посмертно. Повторное награждение Почётным знаком не производится. | Закон Смоленской области от 25 мая 2017 года № 42-з «О внесении изменений в закон о наградах и почётных званиях Смоленской области» ——— Указ губернатора Смоленской области от 09 августа 2017 года № 55 «Об утверждении положения...» ——— |
|                     | Почётный знак «За исцеление и милосердие»    | 25 июня 2020 года   | Награждение почётным знаком Смоленской области «За исцеление и милосердие» является формой поощрения за личный вклад в спасение жизни и сохранение здоровья граждан, проявленные милосердие, чуткость, внимание к нуждающимся в медицинской, социальной, психологической помощи и реабилитации. Награждение граждан почётным знаком Смоленской области «За исцеление и милосердие» может быть произведено посмертно. Награждение почётным знаком производится на основании распоряжения Губернатора Смоленской области. Гражданину, награждённому почётным знаком Смоленской области «За исцеление и милосердие», вместе с почётным знаком вручаются удостоверение о награждении почётным знаком и единовременное денежное вознаграждение в размере пятнадцати тысяч рублей. | Закон Смоленской области от 25 июня 2020 года № 93-з «О внесении изменений в закон о наградах и почётных званиях Смоленской области» ———                                                                                                   |

### Медали
| Изображение награды | Наименование награды        | Дата учреждения      | Правила награждения | Источник |
| ------------------- | --------------------------- | -------------------- | --- | --- |
|                     | Медаль «Патриот Смоленщины» | 22 февраля 2018 года | Награждение медалью «Патриот Смоленщины» является формой поощрения граждан за вклад в работу по патриотическому воспитанию молодежи, проявление патриотизма в общественной, служебной, военной и трудовой деятельности, возрождение и сохранение культурных традиций. Награждение граждан медалью «Патриот Смоленщины» может быть произведено посмертно. Награждение медалью «Патриот Смоленщины» производится на основании распоряжения Губернатора Смоленской области по согласованию со Смоленской областной Думой. Смоленская областная Дума осуществляет согласование о награждении медалью «Патриот Смоленщины» посредством принятия соответствующего постановления о награждении указанной медалью. Гражданину, награждённому медалью «Патриот Смоленщины», вместе с медалью вручается удостоверение о награждении медалью «Патриот Смоленщины». | Закон Смоленской области от 22 февраля 2018 года № 3-з «О внесении изменений в закон о наградах и почётных званиях Смоленской области» ——— |

### Грамоты и благодарности
| Изображение награды | Наименование награды                                   | Дата учреждения     | Правила награждения | Источник                                                                                                  |
| ------------------- | ------------------------------------------------------ | ------------------- | --- | --- |
|                     | Почётная грамота Смоленской области                    | 27 ноября 2003 года | Почётной грамотой Смоленской области награждаются граждане за достижение высоких показателей в государственном и муниципальном управлении, защите прав человека, укреплении мира, развитии экономики, производства, строительства, в науке, технике, культуре, искусстве, воспитании и образовании, здравоохранении, благотворительной и иной общественно полезной деятельности, направленной на достижение экономического, социального и культурного благополучия Смоленской области, а также за вклад в дело защиты Отечества, за мужество, героизм и самоотверженность, проявленные при обеспечении охраны общественного порядка, общественной безопасности и борьбе с преступностью на территории Смоленской области, за личный вклад в спасение жизни и сохранение здоровья граждан, проявленные милосердие, чуткость, внимание к нуждающимся в медицинской, социальной, психологической помощи и реабилитации, за вклад в работу по патриотическому воспитанию молодежи, проявление патриотизма в общественной, служебной, военной и трудовой деятельности, возрождение и сохранение культурных традиций, за высокое профессиональное мастерство и многолетний добросовестный труд и иную деятельность, способствующую всестороннему развитию Смоленской области как субъекта Российской Федерации, повышению её авторитета в Российской Федерации и за рубежом. Почётной грамотой Смоленской области награждаются граждане, ранее награжденные Почётной грамотой Смоленской областной Думы или Почётной грамотой Администрации Смоленской области. Почётная грамота Смоленской области подписывается Губернатором Смоленской области и председателем Смоленской областной Думы, подписи которых заверяются гербовыми печатями соответственно Администрации Смоленской области и Смоленской областной Думы.                                                            | Закон Смоленской области от 27 ноября 2003 года № 87-з «О наградах и почётных званиях Смоленской области» |
|                     | Почётная грамота Смоленской областной Думы             | 27 ноября 2003 года | Почётная грамота Смоленской областной Думы являются формами поощрения за высокое профессиональное мастерство, многолетний добросовестный труд, достигнутые успехи в различных сферах деятельности, на благо Смоленской области и её населения. Награждение Почётной грамотой Смоленской областной Думы производится на основании постановления Смоленской областной Думы о награждении указанной почётной грамотой. | Закон Смоленской области от 27 ноября 2003 года № 87-з «О наградах и почётных званиях Смоленской области» |
|                     | Почётная грамота Администрации Смоленской области      | 27 ноября 2003 года | Почётная грамота Администрации Смоленской области являются формами поощрения за высокое профессиональное мастерство, многолетний добросовестный труд, достигнутые успехи в различных сферах деятельности, на благо Смоленской области и её населения. Награждение Почётной грамотой Администрации Смоленской области производится на основании распоряжения Администрации Смоленской области о награждении указанной почётной грамотой. | Закон Смоленской области от 27 ноября 2003 года № 87-з «О наградах и почётных званиях Смоленской области» |
|                     | Премии Администрации Смоленской области                | 27 ноября 2003 года | Премиями Администрации Смоленской области награждаются граждане, группы лиц, творческие коллективы, российские организации за имеющие наибольшую значимость для социально-экономических интересов Смоленской области особые достижения в государственном и муниципальном управлении, защите прав человека, укреплении мира, развитии экономики, производства, строительства, в науке, технике, культуре, искусстве, воспитании и образовании, здравоохранении, благотворительной и иной общественно полезной деятельности, направленной на достижение экономического, социального и культурного благополучия Смоленской области, а также за вклад в дело защиты Отечества, за мужество, героизм и самоотверженность, проявленные при обеспечении охраны общественного порядка, общественной безопасности и борьбе с преступностью на территории Смоленской области, за личный вклад в спасение жизни и сохранение здоровья граждан, проявленные милосердие, чуткость, внимание к нуждающимся в медицинской, социальной, психологической помощи и реабилитации, за вклад в работу по патриотическому воспитанию молодежи, проявление патриотизма в общественной, служебной, военной и трудовой деятельности, возрождение и сохранение культурных традиций, за высокое профессиональное мастерство и многолетний добросовестный труд и иную деятельность, способствующую всестороннему развитию Смоленской области как субъекта Российской Федерации, повышению её авторитета в Российской Федерации и за рубежом. Награждение премиями Администрации Смоленской области производится на основании распоряжений Администрации Смоленской области по итогам конкурсов. Гражданину, группе лиц, творческому коллективу, организации, удостоенным премии Администрации Смоленской области, вручается свидетельство о присуждении премии и единовременное денежное вознаграждение. | Закон Смоленской области от 27 ноября 2003 года № 87-з «О наградах и почётных званиях Смоленской области» |
|                     | Благодарственное письмо Смоленской областной Думы      | 27 ноября 2003 года | Благодарственное письмо Смоленской областной Думы является формой поощрения граждан, российских и иностранных организаций, общественных объединений граждан, органов государственной власти, иных государственных органов, органов местного самоуправления за внесенный ими существенный вклад в различных сферах деятельности, на благо Смоленской области и её населения. | Закон Смоленской области от 27 ноября 2003 года № 87-з «О наградах и почётных званиях Смоленской области» |
|                     | Благодарственное письмо Губернатора Смоленской области | 27 ноября 2003 года | Благодарственное письмо Губернатора Смоленской области является формой поощрения граждан, российских и иностранных организаций, общественных объединений граждан за внесенный ими существенный вклад в различных сферах деятельности, на благо Смоленской области и её населения. | Закон Смоленской области от 27 ноября 2003 года № 87-з «О наградах и почётных званиях Смоленской области» |

### Награды, учреждённые иными областными законами
| Изображение награды | Наименование награды                                                                | Дата учреждения    | Правила награждения | Источник |
| ------------------- | ----------------------------------------------------------------------------------- | ------------------ | --- | --- |
|                     | Почётный знак «Материнская слава» имени Анны Тимофеевны Гагариной                   | 28 мая 2008 года   | Почётным знаком награждаются женщины, являющиеся гражданами Российской Федерации, постоянно проживающие на территории Смоленской области, которые: - начиная с 1 января 2008 года родили (усыновили в установленном законом порядке детей в возрасте до 8 лет) четвертого и (или) последующих детей и воспитывают (воспитали) детей; - являлись опекунами (попечителями) и воспитали трех или более детей-сирот и детей, оставшихся без попечения родителей, до достижения ими возраста 18 лет либо до приобретения ими гражданской дееспособности в полном объеме до достижения совершеннолетия. Представление женщин к награждению Почётным знаком производится: - по истечении одного года со дня рождения (усыновления) четвертого и (или) последующих детей и при наличии в живых остальных детей; - по достижении третьим и (или) последующими детьми-сиротами и детьми, оставшимися без попечения родителей, находящимися под опекой (попечительством), возраста 18 лет либо по приобретении ими гражданской дееспособности в полном объеме до достижения совершеннолетия. При представлении женщины-матери к награждению Почётным знаком учитываются дети, погибшие или пропавшие без вести при защите Отечества или при исполнении иных обязанностей военной службы (служебных обязанностей), погибшие при выполнении гражданского долга по спасению человеческой жизни, охране собственности и правопорядка, погибшие при выполнении обязанностей по защите населения и территорий от чрезвычайных ситуаций природного и техногенного характера, а также умершие вследствие ранения, контузии, увечья или заболевания, полученных при защите Отечества или при исполнении иных обязанностей военной службы (служебных обязанностей), при выполнении гражданского долга по спасению человеческой жизни, охране собственности и правопорядка, при выполнении обязанностей по защите населения и территорий от чрезвычайных ситуаций природного и техногенного характера. | Закон Смоленской области от 28 мая 2008 года № 72-з «О почётном знаке Смоленской области "Материнская слава" имени Анны Тимофеевны Гагариной» |
|                     | Юбилейная медаль «65 лет освобождения Смоленщины от немецко-фашистских захватчиков» | Сентябрь 2008 года | Юбилейной медалью «65 лет освобождения Смоленщины от немецко-фашистских захватчиков» по представлению руководителей предприятий, учреждений, организаций и общественных объединений награждались: - ветераны Великой Отечественной войны, принимавшие непосредственное участие в боевых действиях на территории Смоленской области; - Герои Советского Союза, Герои России, полные кавалеры ордена Славы, родившиеся или проживающие на территории Смоленской области; - участники партизанского движения и подпольщики Смоленской области; - труженики тыла и узники концлагерей; - граждане России и иностранные граждане, внесшие существенный вклад в патриотическое воспитание населения, в оборонно-массовую и поисковую работу, в увековечение памяти о Победе советского народа в Великой Отечественной войне 1941 - 1945 гг. и боевых действий советских воинов и партизан на смоленской земле. | Закон Смоленской области от 2008 года «О юбилейной медали "65 лет освобождения Смоленщины от немецко-фашистских захватчиков"» ———             |

### Почётные звания
| Изображение награды                                       | Наименование награды                                                         | Дата учреждения     | Правила награждения | Источник |
| --------------------------------------------------------- | ---------------------------------------------------------------------------- | ------------------- | --- | --- |
| Нагрудный знак Почётного гражданина                       | Почётное звание «Почётный гражданин Смоленской области»                      | 27 ноября 2003 года | Почётное звание «Почётный гражданин Смоленской области» присваивается гражданам, получившим широкую известность, признательность жителей Смоленской области за особые заслуги перед Смоленской областью в государственном и муниципальном управлении, защите прав человека, укреплении мира, развитии экономики, производства, строительства, в науке, технике, культуре, искусстве, воспитании и образовании, здравоохранении, благотворительной и иной общественно полезной деятельности, направленной на достижение экономического, социального и культурного благополучия Смоленской области, а также за вклад в дело защиты Отечества, за мужество, героизм и самоотверженность, проявленные при обеспечении охраны общественного порядка, общественной безопасности и борьбе с преступностью на территории Смоленской области, за личный вклад в спасение жизни и сохранение здоровья граждан, проявленные милосердие, чуткость, внимание к нуждающимся в медицинской, социальной, психологической помощи и реабилитации, за вклад в работу по патриотическому воспитанию молодежи, проявление патриотизма в общественной, служебной, военной и трудовой деятельности, возрождение и сохранение культурных традиций, за высокое профессиональное мастерство и многолетний добросовестный труд и иную деятельность, способствующую всестороннему развитию Смоленской области как субъекта Российской Федерации, повышению её авторитета в Российской Федерации и за рубежом. Почётное звание «Почётный гражданин Смоленской области» может быть также присвоено военнослужащим, сотрудникам правоохранительных органов, проявившим мужество, героизм, смелость и отвагу при выполнении служебного долга. Присвоение почётного звания «Почётный гражданин Смоленской области» приурочивается, как правило, ко дню празднования годовщины образования Смоленской области. Почётное звание «Почётный гражданин Смоленской области» может быть присвоено посмертно. Гражданину, удостоенному почётного звания «Почётный гражданин Смоленской области», вручаются диплом о присвоении почётного звания «Почётный гражданин Смоленской области», нагрудный знак и удостоверение. После смерти гражданина, удостоенного почётного звания «Почётный гражданин Смоленской области», а также в случае присвоения почётного звания «Почётный гражданин Смоленской области» посмертно на одном из домов, находящихся на территории Смоленской области, где проживал гражданин, устанавливается мемориальная доска. | Закон Смоленской области от 27 ноября 2003 года № 87-з «О наградах и почётных званиях Смоленской области»                         |
| Нагрудный знак Почётного гражданина — защитника Отечества | Почётное звание «Почётный гражданин Смоленской области — защитник Отечества» | 28 мая 2015 года    | Почётное звание «Почётный гражданин Смоленской области — защитник Отечества» присваивается участникам Великой Отечественной войны и инвалидам Великой Отечественной войны. Почётное звание «Почётный гражданин Смоленской области — защитник Отечества» присваивается на основании распоряжения Губернатора Смоленской области. Гражданину, удостоенному почётного звания «Почётный гражданин Смоленской области — защитник Отечества», вручаются нагрудный знак «Почётный гражданин Смоленской области — защитник Отечества», удостоверение «Почётный гражданин Смоленской области — защитник Отечества» и единовременное денежное вознаграждение в размере пяти тысяч рублей. | Закон Смоленской области от 28 мая 2015 года № 49-з «О внесении изменений в закон наградах и почётных званиях Смоленской области» |

## Награды города Смоленска
Награды города Смоленска — награды используемые (наряду с наградами Смоленской области) для награждения жителей областного центра — города Смоленска.
К наградам города Смоленска относятся: звание «Почётный гражданин города Смоленска», Почётный знак «За заслуги перед городом Смоленском», Почётная грамота Администрации города Смоленска, Благодарственное письмо Главы города Смоленска, юбилейные медали Главы города Смоленска.
Городские награды являются формой поощрения граждан и организаций за заслуги в экономике, совершенствовании системы городского самоуправления, жилищно-коммунального хозяйства, науке, культуре, спорте, искусстве, военной службе и иные заслуги перед городом Смоленском.
Право учреждения городских наград принадлежит Смоленскому городскому совету.
| Изображение награды                                  | Наименование награды                                               | Дата учреждения                                      | Правила награждения | Источник |
| ---------------------------------------------------- | ------------------------------------------------------------------ | ---------------------------------------------------- | --- | --- |
| Нагрудный знак Почётного гражданина                  | Звание «Почётный гражданин города Смоленска»                       | 1865 год --- крайнее учреждение 31 октября 2003 года | Звание «Почётный гражданин города Смоленска» является высшей городской наградой, формой поощрения граждан, получивших широкую известность и уважение жителей города за особые заслуги в области экономики, науки, культуры, искусства, просвещения, охраны здоровья, спорта, защиты прав граждан и других сферах. Звание присваивается гражданам Российской Федерации и иностранным гражданам. Звание может быть присвоено посмертно. Лица, удостоенные звания, имеют право публичного пользования им в связи со своим именем. Звания «Почётный гражданин города Смоленска» и «Почётный гражданин города-героя Смоленска» являются равнозначными. В течение календарного года звание присваивается, как правило, одному гражданину. Присвоенное звание является персональным, и не может быть отозвано, за исключением случаев, предусмотренных законодательством. Гражданину, удостоенному звания выплачивается единовременное денежное вознаграждение. Почётные граждане пользуются положенными льготами и преференциями. | Решение Смоленского городского совета от 31 октября 2003 года № 717 «Об утверждении Положения о звании "Почётный гражданин города Смоленска"»             |
| Почётный знак I степени ——— Почётный знак II степени | Почётный знак «За заслуги перед городом Смоленском» I и II степени | 31 октября 2014 года                                 | Почётный знак «За заслуги перед городом Смоленском» является наградой города Смоленска за выдающиеся заслуги в государственном и муниципальном управлении, защите прав человека, укреплении мира, развитии экономики, производства, строительства, в науке, технике, культуре, искусстве, воспитании и образовании, здравоохранении, благотворительной и иной общественно полезной деятельности, направленной на достижение экономического, социального и культурного благополучия города Смоленска, за совершение подвига, проявленные мужество, смелость и отвагу, а также за высокое профессиональное мастерство и многолетний добросовестный труд и иную деятельность, способствующую всестороннему развитию города Смоленска, повышению его авторитета в Российской Федерации и за рубежом. Почётный знак «За заслуги перед городом Смоленском» имеет две степени: - почётный знак «За заслуги перед городом Смоленском» II степени; - почётный знак «За заслуги перед городом Смоленском» I степени. Высшей степенью почётного знака «За заслуги перед городом Смоленском» является I степень. Награждение почётным знаком «За заслуги перед городом Смоленском» осуществляется последовательно, от низшей степени к высшей. При этом награждение Почётным знаком I степени может быть произведено не ранее чем через два года после награждения Почетным знаком II степени. Почётным знаком награждаются граждане Российской Федерации, проживающие на территории города Смоленска. В исключительных случаях, за особые заслуги перед городом Смоленском, Почётного знака могут быть удостоены граждане Российской Федерации, не проживающие на территории города Смоленска, иностранные граждане и лица без гражданства. Повторное награждение Почётным знаком одной и той же степени не производится, за исключением награждения за совершение подвига, проявленные мужество, смелость и отвагу. Награждение Почётным знаком может быть произведено посмертно за совершение подвига, проявленные мужество, смелость и отвагу. Награждение за иные заслуги посмертно не производится. Ежегодно вручается не более 10 Почётных знаков II степени и не более 5 Почётных знаков I степени. | Решение Смоленского городского Совета от 31 октября 2014 года № 1242 «Об утверждении положения "О почётном знаке «За заслуги перед городом Смоленском»"»  |
|                                                      | Почётная грамота Администрации города Смоленска                    | 20 июля 2022 года                                    | Почётная грамота Администрации города Смоленска является формой поощрения за значительный вклад в социально-экономическое развитие города Смоленска, особые заслуги в развитии местного самоуправления, а также заслуги в области экономики, строительства, науки, искусства, культуры, спорта, образования, здравоохранения, охраны окружающей среды и в обеспечении экологической безопасности, воспитании подрастающего поколения, благотворительной деятельности, укреплении правопорядка, за особые успехи в труде, учёбе. Почётной грамоты могут быть удостоены граждане Российской Федерации, иностранные граждане и лица без гражданства, заслужившие известность благодаря вкладу в одну из сфер профессиональной деятельности. Награждение Почётной грамотой производится в связи с: - памятными датами, праздничными днями, профессиональными праздниками, установленными действующим федеральным, областным законодательством и нормативными правовыми актами города Смоленска, юбилейными датами; - общественно значимыми мероприятиями, проводимыми на территории города Смоленска; - юбилейной датой гражданина. Юбилейными датами для граждан считаются 50 лет и каждые последующие 5 лет со дня рождения. Повторное награждение Почётной грамотой за новые заслуги возможно не ранее чем через 3 года после предыдущего награждения, за исключением награждения за совершение подвига, проявленное мужество, смелость и отвагу. | Постановление Администрации города Смоленска от 20 июля 2022 года № 2101-адм «Об утверждении Положения о Почётной грамоте Администрации города Смоленска» |
|                                                      | Благодарственное письмо Главы города Смоленска                     | 23 апреля 2020 года                                  | Благодарственное письмо Главы города Смоленска является формой поощрения за значительный вклад в социально-экономическое развитие города. Смоленска, особые заслуги в развитии местного самоуправления, а также заслуги в области экономики, строительства, науки, искусства, культуры, спорта, образования, здравоохранения, охраны окружающей среды и в обеспечении экологической безопасности, воспитании подрастающего поколения, благотворительной деятельности, укреплении правопорядка, за особые успехи в труде, учебе. Благодарственного письма могут быть удостоены граждане Российской Федерации, иностранные граждане и лица без гражданства, организации независима от формы собственности, общественные объединения граждан. Награждение Благодарственным письмом производится в связи с: - праздничными (нерабочими) днями, памятными днями и профессиональными праздниками, установленными действующим законодательством; - Днем города Смоленска; - общественно значимыми мероприятиями, проводимыми на территории города Смоленска; - юбилейной датой физического лица; - юбилейной датой профессиональной деятельности физического лица; - юбилейной датой со дня создания организации; - иными случаями по решению Главы города Смоленска. Повторное награждение Благодарственным письмом за новые заслуги возможно не ранее чем через 3 года после предыдущего награждения, за исключением награждения за совершение подвига, проявленное мужество, смелость и отвагу. | Постановление Главы города Смоленска от 23 апреля 2020 года № 52 «Об утверждении Положения о Благодарственном письме Главы города Смоленска»              |
|                                                      | Медаль «В память 1150-летия Смоленска»                             | 25 сентября 2013 года                                | Медаль «В память 1150-летия Смоленска» является юбилейной наградой администрации города Смоленска приуроченной к 1150-летнему юбилею города Смоленска, отмечаемому в сентябре 2013 года. Медалью «В память 1150-летия Смоленска» награждались жители города Смоленска: - участники Великой Отечественной войны 1941—1945 годов; - труженики тыла, награждённые орденами и медалями СССР за самоотверженный труд в Великой Отечественной войне 1941—1945 годов. Также, медалью «В память 1150-летия Смоленска» награждались и другие граждане, внёсшие значительный вклад в развитие города Смоленска. Медаль «В память 1150-летия Смоленска» носится на левой стороне груди и располагается после Государственных наград Российской Федерации и СССР. | Положение о медали «В память 1150-летия Смоленска» ——— |